# Syntymia
Syntymia – cecha wysycenia emocjonalnego charakteryzująca się adekwatnością, spójnością i proporcjonalnością zachowań i emocji.